# Concrete Heart
Concrete Heart (englisch für Betonherz) ist ein Lied des deutschen Sängers und Songwriters René Miller. Mit dem Popsong nahm Miller am deutschen Vorentscheid zum Eurovision Song Contest 2023 Unser Lied für Liverpool teil und belegte dort den siebten Platz.

## Entstehung
Miller schrieb den Song während der Corona-Pandemie gemeinsam mit einem Freund über Facetime.

## Bedeutung
Miller verarbeitete in dem Lied die persönliche Erfahrung einer toxischen Beziehung.

## Bei Unser Lied für Liverpool
→ Hauptartikel: Unser Lied für Liverpool
Am 3. März 2023 nahm Miller an Unser Lied für Liverpool teil, der deutschen Vorentscheidung zum Eurovision Song Contest 2023. Er war einer von acht Teilnehmern und trat mit der zweiten Startnummer auf. In seinem Auftritt saß Miller ohne Instrument auf einem grauen Felsen, der von Bodennebel umgeben ist. Nachdem diese Inszenierung als zu statisch kritisiert wurde, experimentierte Miller bei der zweiten Probe damit, den Felsen wegzulassen, entschied sich am Ende aber doch dafür, diesen beizubehalten. Er erreichte mit insgesamt 62 Punkten den siebten und vorletzten Platz, davon 54 von der Jury (dritter Platz) und 8 vom Publikum (letzter Platz gemeinsam mit Anica Russo).